# Pseudonannolene sebastianus
Pseudonannolene sebastianus är en mångfotingart som först beskrevs av Henri W. Brölemann 1902.  Pseudonannolene sebastianus ingår i släktet Pseudonannolene och familjen Pseudonannolenidae. Inga underarter finns listade i Catalogue of Life.